# Eurya hayatae
Eurya hayatae là một loài thực vật có hoa trong họ Pentaphylacaceae. Loài này được Yamam. mô tả khoa học đầu tiên năm 1933.